# 公野舞華
公野 舞華（きみの まいか、2001年12月20日 - ）は、日本のタレント、俳優、アイドル。女性アイドルグループ「こみっきゅおん！」のメンバー。3B junior、はちみつロケット、Awww!の元メンバー。スターダストプロモーション所属後、現在はエイジアプロモーション所属。

## 略歴

### 2013年
- 11月3日、品川ステラボールにて行われた、スターダスト芸能3部 School Girlオーディション2013ファイナルで、理事長賞を獲得[1][注 1]。

### 2014年
- 3月15日・16日、国立競技場で行われたイベント「ももクロ春の一大事2014 国立競技場大会 〜NEVER ENDING ADVENTURE 夢の向こうへ〜」に、他の3B juniorメンバーとともに、バックダンサーとして出演。
- 7月26日・27日、横浜国際総合競技場（日産スタジアム）にて行われたイベント「ももクロ夏のバカ騒ぎ2014 日産スタジアム大会〜桃神祭〜」に、他の3B juniorメンバーとともにバックダンサーとして出演。
- 11月8日、3B juniorオフィシャルブログ開設（同年11月5日）後、初投稿。
- 11月24日、ももいろクローバーZのライブである、「女祭り2014 〜Ristorante da MCZ」の男性限定ライブビューイング「女祭り2014 メンズ限定非公式のぞき見大会「サンクチュアリ」」のオープニングアクトで、3B juniorとしての初お披露目を果たす。この時にはちみつロケットとしても「未来へススメ！」を披露。
- 12月6日、幕張メッセで行われた、ももクリ2014事前物販「愛♡矢島博 2014冬」の有料観覧ステージにて「3B junior発表会」を開催。

### 2015年
- 1月8日、スターダストプロモーション芸能3部による、「ふじいとヨメの7日間戦争」にて、3B junior初となる単独公演「俺の3B junior in 日本青年館（スタート）」に出演。同公演は同月の10日にも行われた。
- 1月25日・2月1日、3B junior初の冠番組である、『3B juniorの星くず商事』（BS朝日）にレギュラー出演した。
- 4月4日・5日、福岡ヤフオク！ドームで開催されたももクロのファンクラブ「ANGEL EYES」会員限定ライブ「ももクロどんたく 2015 春 〜劇空間プロライブ〜」に、オープニングアクトとして出演した。初日の4日にサプライズとして、4月25日に西武園ゆうえんち内ミライセンシエリアで定例公演が行われることが発表された。
- 4月25日、3B junior 第一回定例公演で定例公演に初出演。
- 5月9日、3B junior 第2回定例公演2部にて、フォトリポートを担当[2]。
- 6月28日、池袋東武屋上8階スカイデッキ広場にて、初の単独フリーライブを開催。
- 7月31日、エコパスタジアムで行われた「桃神祭2015 エコパスタジアム大会 〜御額様ご来臨〜」にバックダンサーとして出演。また周辺にて開催されていたAGOフェスのステージにも3B　juniorとして出演し、曲を披露した。翌日8月1日に同場所で開催された「桃神祭2015 エコパスタジアム大会 〜遠州大騒儀〜」にもバックダンサーとして出演。AGOフェスでもライブを行った。
- 8月14日、浅草公会堂で行われた初の単独ホールコンサート「3B junior 浅草大歌謡ショー」に出演。
- 8月28日、3B junior初のフリーライブツアー「東京湾」がスタート。アルシェ大宮前にて行われたその初日に、はちみつロケットとしてキング組（仮）（現ロッカジャポニカ）と共演。
- 11月14日、3B junior第12回定例公演「季節外れのハロウィンパーティー」にてミライボウル衣装風のメイド服で登場。
- 12月6日、3B junior第13回定例公演にて生誕祭が行われ、アニメ『ラブライブ!』内ユニットBiBiの曲「Cutie Panther」をソロで披露した。
- 12月27日、3B junior初のクリスマスコンサートである「3B junior季節はずれのX'mas party「のんびりサンタさんがやってきた」」に出演。

### 2016年
- 1月8日・9日、スターダストプロモーション芸能3部による「俺の藤井 2016 in さいたまスーパーアリーナ〜Tynamite!!〜」に3B juniorのメンバーとして出演。
- 2月6日、初の対バンライブとなるLevel Girls vol.05（H.I.P.主催、場所：新宿BLAZE）にマジェスティックセブンと共に出演。
- 3月6日、初の有料ワンマンライブ「イマジンスタジオ　久しぶりライブ「サムライヒナマツリ」」において、「公野舞華コーナー」で、はちみつロケットの新衣装のデザインを発表する[3]。
- 4月24日、ニッポン放送イマジンスタジオで行われた、はちみつロケット50本ライブVol.10「〜さくら舞♪華の命は結構長い！！〜☆気分は全員新入生LIVE☆」をプロデュース。
- 5月2日、日比谷公園で開催された「ミュージックパーク2016」に参加。
- 5月24日、『月刊B.L.T』（東京ニュース通信社刊）7月号内コーナー「3年B組青空教室withポンコツ先生」の7回にはちみつロケットとして紹介される。
- 5月29日、仙台PITで行われた、「ミュージックパーク × TOKYO IDOL PROJECT in SENDAI」に出演。これにより初の単独遠征を達成。
- 6月1日、『月刊Audution』7月号内記事「あこがれアイドル大接近」にてはちみつロケットとして紹介される。
- 6月11日、イマジンスタジオにて行われたはちみつロケット50本ライブVol.17「澪風のティーパーティー〜不思議の国の誕生日会〜」でラプンツェルを好演。
- 6月19日、ららぽーと豊洲で開催された「3B juniorセカンドツアー2016「関東平野」」に出演。その際行われた綱引き大会で勝利し、新衣装作成の権利を獲得する。
- 7月18日、50番勝負の18回目、19回目、20回目をニッポン放送イマジンスタジオで開催。そこで、浴衣姿を披露し、夏祭りを初披露。

### 2017年
- 12月1日、はちみつロケットとして来春のメジャーデビューが発表された[4]。

### 2018年
- 3月7日、はちみつロケットとしてメジャーデビュー[5][6]。

### 2019年
- 4月6日、はちみつロケットとしてZepp Tokyoのステージに立つ[7][8]。
- 5月、BSCラジオ『はちみつロケットのアイドルマルシェ』のレギュラーパーソナリティとなる[9]。
- 9月からの定期ライブで「はちロケダンス体操」を担当[10][11]。

### 2020年
- 1月19日、「スタプラアイドルフェスティバル」[12]にはちみつロケットとして出演。
- 2月、BSCラジオ『GIRLS A GOGO』のレギュラーパーソナリティとなる。
- 3月19日、はちみつロケットが4月26日に、日テレらんらんホールの単独ライブで解散することを発表。
- 4月26日、新型コロナウイルスの蔓延により、通常の観客のいるライブの開催が困難となりネット配信によるはちみつロケットのラストライブ。はちみつロケット解散により、同グループでの活動を終了。
- 6月20日、新グループ「Awww!」での活動開始。
- 8月6日、「H.I.P. presents GIG TAKAHASHI tour 2020 〜ツアーファイナル 配信ライブ〜」で、1stシングルのリリースをアピールした[13]。
- 12月6日、よみうりランド日テレらんらんホール（東京）にて、延期されていたはちみつロケット解散ライブを開催[14][15]。
- 12月19日、「公野舞華生誕イベント」を白夜書房BSホールにて開催。

### 2021年
- 10月、「Awww!」のメンバーとしての活動を終了、スターダストプロモーションを退所した[16]。
- 11月1日、Twitterアカウント[17]を開設。

### 2022年
- 5月、舞台 bpm本公演「DRAGON BOWL」に出演。
- 5月22日、「即興コントステージ」に出演。
- 8月1日、ニコニコチャンネルプラスにおいて「公野舞華のしゅきラジ」初回放送。
- 9月、舞台「バスケットボール・ダイアリーズ」に出演。
- 10月18日、「AIRI×MAIKA×TOMOKA The MIXed LIVE!」に出演。
- 12月20日、「公野舞華　21st Birthday Live」を渋谷Diveにて単独開催。

### 2023年
- 2月19日、「VALENTINE LIVE ~公野舞華~」を新宿Motionにて開催。ゲストで椎名るか出演。
- 2月26日、みんなで大喜利がんばるライブに出演した。
- 3月1日、エイジアプロモーション所属及び同事務所のアイドルグループ「COMIQ ON!」への加入を発表。担当カラーはオレンジに。
- 3月6日、「COMIQ ON!」への加入に伴い『公野舞華のしゅきラジ』の最終回が放送された。
- 5月8日、所属グループ「COMIQ ON!」が「こみっきゅおん!」に改名された。

## 人物
- ニックネームはまいまい、ツナまい、きみか等。メンバーからはピン子とも呼ばれる。
- キャッチフレーズは「はちロケのアイドル」
- 星座は射手座、血液型はO型で、身長は156cm
- 特技はトランペットとアルトサックス、趣味はママが作った洋服を着ること。
- 得意な料理はオムライス[18]。
- 好きな食べ物はほし梅、辛いもの、すいか、イチゴ
- 好きな色は、ピンク、紺、茶、白、黒、アイスブルー[注 2]
- ウィルというミニチュアダックスを飼っている。
- 推しているアイドルは、ももいろクローバーZの佐々木彩夏[1][19]、私立恵比寿中学の柏木ひなた[20]、たこやきレインボーの彩木咲良[19]。
- 尊敬する人は、ももいろクローバーZの高城れに[19]。「スーパーアイドルなのに周りを気遣えて、思いやりのある優しい人だから」
- 同じSTARDUST PLANET（現 STAR PLANET）に所属していた高井千帆（B.O.L.T）・川瀬あやめ（ukka）とは同じ高校の同級生であった[21]。
- オーディションを受けたのは友達がアイドルをやっていて楽しそうだったからという理由であったが、実際にステージで歌って踊ってみたら想像以上に楽しくて「アイドル、楽しいじゃん」となったという[22]。
- Awww!初パフォーマンス後のインタビューでは「まだ結成間もないですが、ファンの方と一緒に育っていけたらなと思います！」と意気込みを語った[23]。
- ラジオ『ミューコミプラス』へ、スタプラアイドルフェスティバルのシンデレラ決定戦への意気込みとして、自身の名前に掛けて「“君の”シンデレラになれるように頑張ります！」とコメントを寄せた[24]。

## 出演
※グループまたはユニットとしての出演および作品は、「3B junior」、「はちみつロケット」、「Awww!」、「COMIQ ON!」の項を参照のこと。本項目では単独出演のみ

### 舞台
- こくみん共済 coop ホール／スペース・ゼロ 提携公演 bpm本公演「DRAGON BOWL」（2022年5月5日 - 8日、こくみん共済 coop ホール／スペース・ゼロ）[25]
- feather stage『ショートストーリーズ』「バスケットボールダイアリーズ」Aチーム（2022年9月17日 - 25日、池袋・シアターKASSAI）- 常盤陸 役

### ラジオ
- はちみつロケットのアイドルマルシェ（2019年5月 - 2020年1月、BSCラジオ） - レギュラーパーソナリティ（毎月第4月曜日）[26]
- GIRLS A GOGO（2020年2月 - 2020年6月、BSCラジオ） - レギュラーパーソナリティ（毎月第1・3木曜日）

### インターネットメディア
- HUSTLE PRESS「おっかけ！3B junior 公野舞華」2016年9月1日掲載
- HUSTLE PRESS「おっかけ！3B junior 公野舞華」2017年3月18日掲載